# Antonia Thomas
Antonia Laura Thomas (Londen, 3 november 1986) is een Britse actrice. 

## Biografie
Thomas werd geboren in Londen als dochter van een Jamaicaanse moeder en een Britse vader, die actief was als klassieke baszanger. Thomas studeerde in 2009 af met een Bachelor of Arts aan de Bristol Old Vic Theatre School in Bristol, en nam daarna deel aan de theatergezelschap National Youth Theatre.
Thomas begon in 2009 met acteren in de televisieserie Misfits, waarna zij nog meerdere rollen speelde in televisieseries en films. Zo speelde zij in onder andere Teletubbies (2015-2016) en The Good Doctor (2017-2022).

## Filmografie

### Films
Uitgezonderd korte films.
- 2022 Anacoreta - als Antonia
- 2020 All on a Summer's Day - als Nicky
- 2017 Rearview - als Nicky
- 2016 FirstBorn - als Charlie
- 2015 Survivor - als Naomi Rosenbaum
- 2015 The Ark - als Sabba
- 2014 Northern Soul - als Angela
- 2014 Scintilla - als Steinmann
- 2013 Hello Carter - als Mischa
- 2013 Sunshine on Leith - als Yvonne
- 2012 Spike Island - als Lisa
- 2012 8 Minutes Idle - als Adrienne
- 2011 Misfits: Erazer - als Alisha Daniels
- 2010 Stanley Park - als Sadie

### Televisieseries
Uitgezonderd eenmalige gastrollen.
- 2022 Suspect - als Maia - 8 afl.
- 2017-2022 The Good Doctor - als dr. Claire Browne - 78 afl.
- 2014-2018 Lovesick - als Evie - 22 afl.
- 2015-2018 Teletubbies - als stem - 120 afl.
- 2015 The Musketeers - als Samara - 2 afl.
- 2014 Fleming - als Jazz zangeres - 2 afl.
- 2012 Homefront - als Tasha Raveley - 6 afl.
- 2009-2011 Misfits - als Alisha Daniels - 21 afl.
- 2010 The Deep - als Maddy - 3 afl.

- Biblioteca Nacional de España: XX5254542
- Gemeinsame Normdatei: 114120469X
- International Standard Name Identifier: 0000 0003 9078 5886
- Library of Congress Control Number: no2018106341
- MusicBrainz: 6a53bfa0-7b87-4a2c-acaa-2b544872256d
- Système universitaire de documentation: 234078057
- Virtual International Authority File: 284504304
- WorldCat: E39PBJrrr9KqH89Vb3tRb9Qcyd